# Ботабекова, Турсунгуль Копжасаровна
Турсунгу́ль Кобжаса́ровна Ботабе́кова (каз. Тұрсынгүл Көпжасарқызы Ботабекова; род. 1 апреля 1955, село Чиназ, Узбекская ССР) — советский и казахстанский офтальмолог; доктор медицинских наук (2004), профессор (2007), член-корреспондент НАН РК (2013), была директором Казахского НИИ глазных болезней (2002-2017), пенсионерка (с 2017).

## Биография
В 1978 году окончила лечебный факультет Алма-Атинского медицинского института (1978), в 1979 — интернатуру. Работала младшим, старшим научным сотрудником, заведующей отделом глаукомы и сосудистой патологии Казахского НИИ глазных болезней.
В 1990—2002 годы — была генеральным директором созданного ею медицинского центра «Астур» (Алма-Ата).
С мая 2002 — по май 2017 годы  была директором Казахского НИИ глазных болезней, за это время в институте были развиты следующие  направления офтальмологии: витреоретинальная хирургия, лазерная хирургия, были открыты филиалы в Астане и Шымкенте. В мае 2017 года освобождена от занимаемой должности в связи с достижением пенсионного возраста.
За годы во главе Казахского НИИ глазных болезней была главным внештатным офтальмологом Министерства здравоохранения Республики Казахстан, президентом Казахского общества офтальмологов, председателем Учёного совета института, главным редактором Офтальмологического журнала РК..

## Научная деятельность
В 1988 году защитила кандидатскую диссертацию («Комплекс лечебных мероприятий, направленных на сохранение зрительных функций у больных с развитой и далекозашедшей стадиями первичной открытоугольной глаукомы»), в 2003 — докторскую («Новый вид квантового генератора — лазер на парах золота и его возможности в лечении различной патологии глаза»).
Основные направлениями научных исследований Ботабековой Т.К.  были:
- глаукома
- витреоретинальная хирургия.

Результаты исследований были положены в основу государственной программы «Саламатты Қазақстан». Впервые скрининг глаукомы на уровне первичной медико-санитарной помощи был включён в обязательную программу диспансеризации населения; в течение 4 лет глаукома выявлена более чем у 24 000 человек.
За годы во главе Казахского НИИ глазных болезней подготовила 30 кандидатов и 15 докторов наук.
Являлась автором более 500 научных трудов, в том числе 7 монографий, более 20 методических пособий и рекомендаций, более 80 патентов.

## Награды
- золотая медаль Международного фонда «За высокое качество в деловой практике» (2004; Женева, Швейцария)[1]
- нагрудной знак «За вклад в развитие науки Казахстана»[2]
- «Отличник здравоохранения Республики Казахстан» (2008)[2]
- Орден Парасат (2009)[2]
- нагрудный знак «За вклад в развитие здравоохранения» (2015)
- орден «За заслуги в развитии науки Республики Казахстан»
- медаль «20 лет Конституции Республики Казахстан» (2015)[1]
- памятный знак к 550-летию Казахского ханства РК (2015)
- памятный знак Национальной Палаты здравоохранения РК (2015).